# 1848 en Lorraine
Chronologie de la Lorraine
- 1844
- 1845
- 1846
- 1847
- 1848
- 1849
- 1850
- 1851
- 1852

Cette page est une liste d'événements qui se sont produits durant l'année 1848 en Lorraine.

## Événements

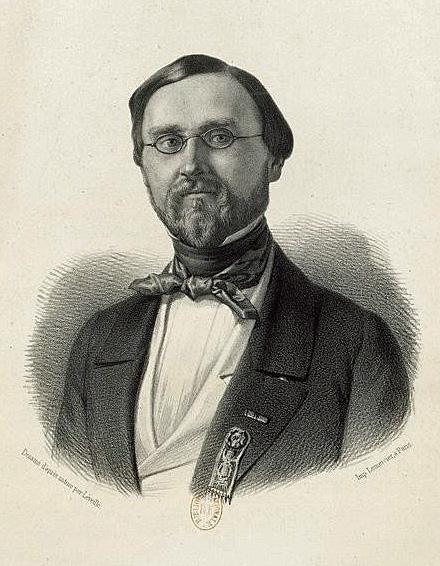
Oscar d'Adelswärd

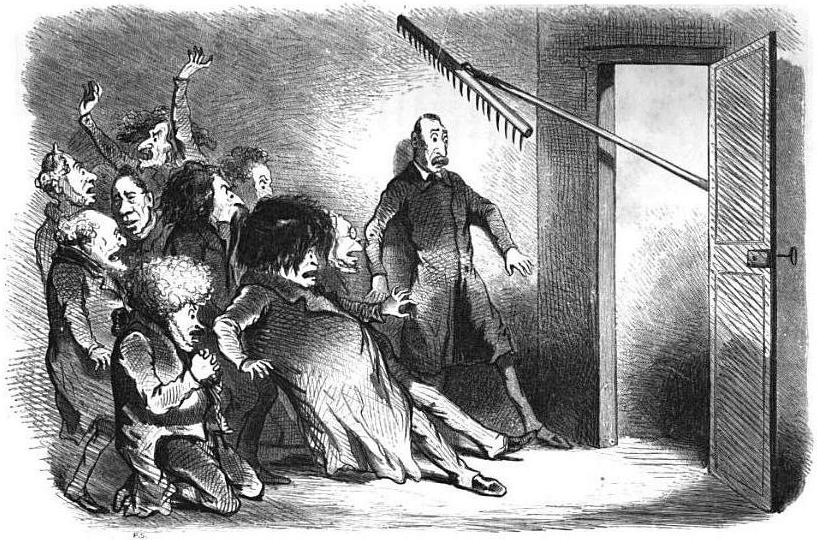
Buvignier (debout le long du mur) face à la « proposition Rateau », caricaturé par Cham

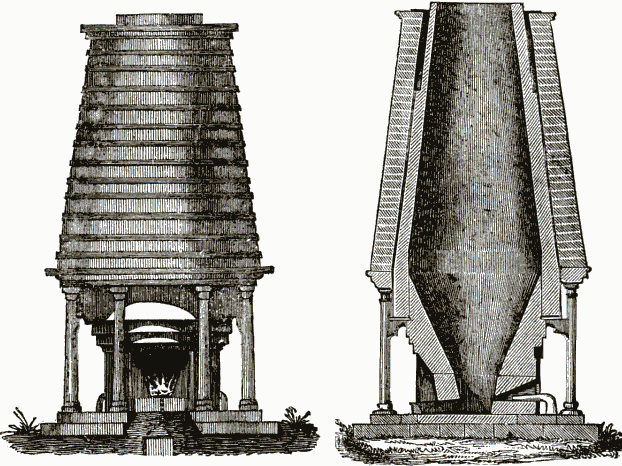
Haut fourneau au coke à Hayange en 1848

- Début de l'utilisation de la pâte à bois dans les papeteries Vosgiennes[1].
- Création du monument à Mathieu de Dombasle à Nancy[2].
- Première concession d'exploitation du minerai de fer du bassin de Nancy, à Champigneulles.
- Création de la Société d'archéologie lorraine et du Musée lorrain, devenue Société d'histoire de la Lorraine et du Musée lorrain en 1997.
- Joseph Petitbien est choisi comme expert dans les expropriations relatives à la construction du chemin de fer de Paris à Strasbourg, dans la Meuse et la Marne ; il fut en outre chargé de régler les indemnités dues pour les prises d'eau nécessaires à l'alimentation du canal de la Marne au Rhin.
- Un haut-fourneau est érigé à Longwy-Bas par monsieur Limbourg, d’où son nom de Fourneau-Limbourg.
- Sont élus députés du département de la Meurthe : Oscar d'Adelsward, il siègera à droite jusqu'en 1851, c'est l'un des promoteurs du comité de la rue de Poitiers et il soutient la candidature du général Cavaignac à la présidence de la République ; Charles Charon : notaire à Nancy, il est un opposant à la monarchie de Juillet, il est député jusqu'en 1849, siégeant à gauche ; Charles Nicolas Fabvier ; Victor Ferry ; Georges La Flize qui siège à gauche ; François Leclerc, siégeant à gauche avec les républicains jusqu'en 1849 ; Pierre François Marchal, jusqu'en 1849, il siège à gauche à l'Assemblée constituante ; Pierre Vogin ; Antoine Viox : député de la Meurthe de 1848 à 1849, siégeant à gauche ; Joseph Liouville ; Charles Urguet de Saint-Ouen et Charles de Ludre.
- Sont élus députés du département de la Meuse à l'assemblée constituante : Charles-Auguste Salmon ; Isidore Buvignier, siégeant au groupe d'extrême gauche de la Montagne ; Félix Chadenet, siégeant à droite et soutenant le prince président ; Charles Desaux , fils de Joseph Desaux, député de la Meuse sous la Restauration, il est avoué et avocat pendant 30 ans, il est député de la Meuse en 1848, siégeant à gauche, avec les républicains modérés, il démissionne en décembre 1848 ; Henri Étienne ; Paulin Gillon ; Gaspard Launois, siégeant à gauche et Adolphe Moreau, siégeant avec la droite jusqu'en 1849.
- Sont élus députés de la Moselle : Libre Bardin, qui siège jusqu'en 1849 avec les républicains modérés ; Achille Deshayes, siégeant jusqu'en 1849 avec les partisans du général Cavaignac ; Auguste Dornès siégeant à gauche. Il est grièvement blessé lors des journées de juin 1848 et meurt de ses blessures quelques semaines plus tard ; Jean-Baptiste Espagne, siégeant jusqu'en 1849 avec les républicains modérés ; Étienne Antoine, Cultivateur et brasseur, il siège de 1848 à 1849 avec les partisans du général Cavaignac ; Jean Joseph Labbé, industriel ayant eu un rôle notable dans la naissance de la sidérurgie en Lorraine, siège jusqu'au 26 mai 1849[3] ; Jean Reynaud, on le nomme sous-secrétaire d'État à l'instruction publique ; Gustave Rolland qui siège à droite de 1848 à 1849 ; Nicolas Totain qui siège avec la gauche modérée de 1848 à 1849 ; Louis Charles Valette qui siège avec le centre-gauche de 1848 à 1849 ; Charles de Wendel et Charles François Woirhaye, partisan inconditionnel du général Cavaignac, vota l'expulsion de la famille d'Orléans, prit position contre l'abolition de la peine de mort et contre la ratification de la constitution par le peuple.
- Sont élus députés des Vosges : Charles Hingray qui siège à gauche ; Maurice Aubry, qui siège à droite de 1849 à 1851, siégeant à droite, opposé au coup d’État du 2 décembre 1851, il quitte la politique ; Louis Buffet, d'abord partisan de Cavaignac pendant la campagne présidentielle, il devient ministre de l'Agriculture et du Commerce de Louis-Napoléon Bonaparte, avant de démissionner en octobre 1849, désapprouvant la tournure personnelle prise par le régime ; Joseph Falatieu ; Jean Houel ; Augustin Doublat ; Léopold Turck ; Henri Georges Boulay de la Meurthe ; Augustin Braux ; Pierre Forel ; Véridique Najean et Pierre Antoine Huot de Goncourt.

- 26 février : l'hôtel de Ville de Nancy est envahi par des républicains qui proclament la République 2 jours avant sa proclamation à Paris[1].
- Février  : mais globalement la révolution surprend les Lorrains qui, finalement, adhèrent à la IIe République qui est saluée par la plantation de nombreux arbres de la liberté[4]
- 10 décembre : le résultat des élections présidentielles est nettement en faveur de Louis-Napoléon Bonaparte qui recueille 385525 supffrages contre 65065 au général Cavaignac[1].

### Presse écrite
- Création de la publication intitulée Metz[5].
- 6 avril : 
  - premier numéro de L'ami du peuple, tri-hebdomadaire dont la parution s'arrêtera le 8 juillet 1848 au numéro 41[6].
  - premier numéro de l'hebdomadaire Le Cultivateur - journal des intérêts agricoles, publié à Metz[7].
- 31 mai : dernier numéro de La gazette de Metz, créé en 1831[8].
- 1er-2 juin : premier numéro du tri-hebdomadaire Le vœu national qui paraîtra à Metz jusqu'en 1883[9].

## Naissances

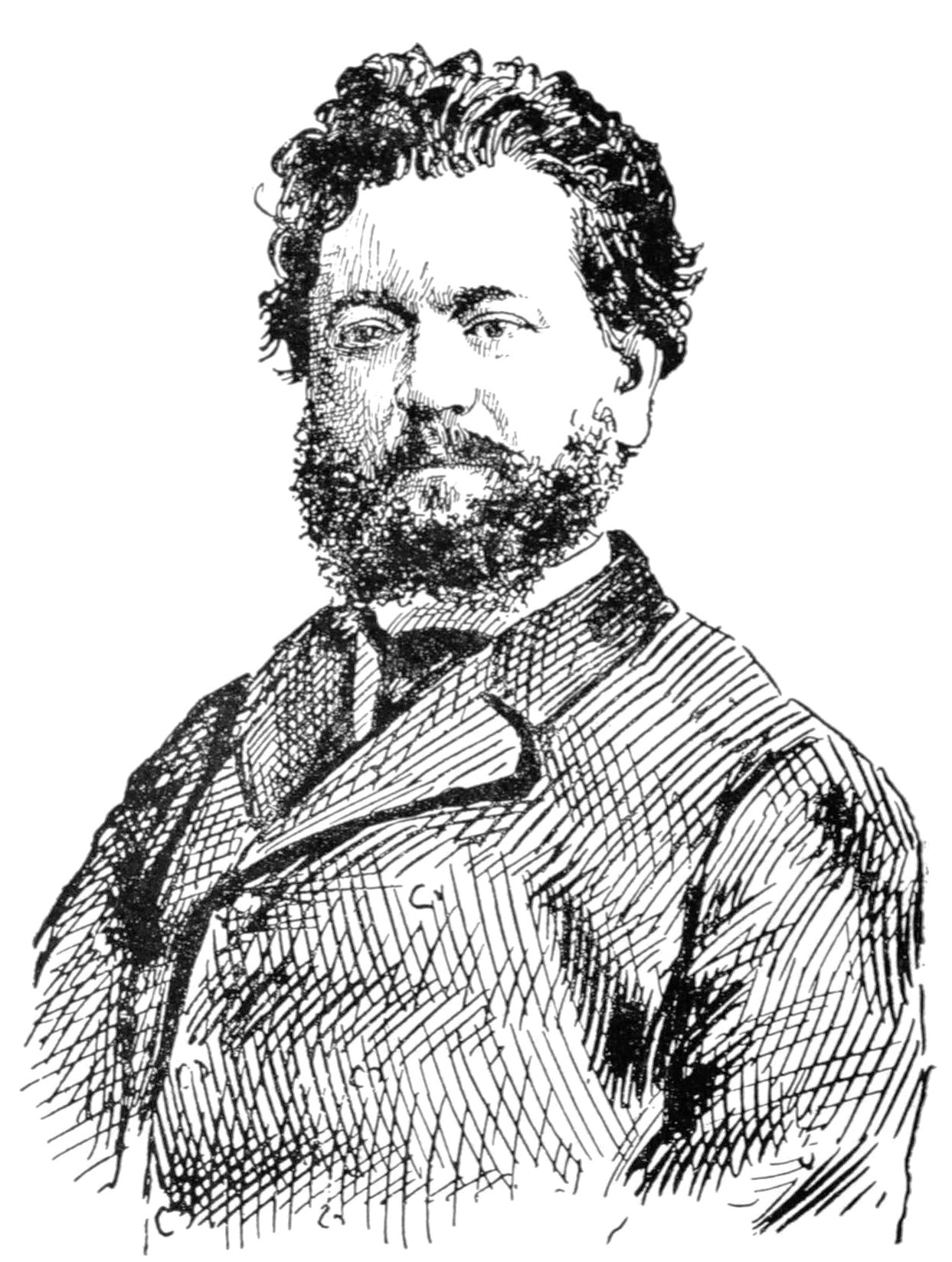
Alfred Gabriel

- 9 avril à Raon-l'Étape (Vosges) : Ernest Picot, homme politique français décédé le 19 avril 1919 à Saint-Dié (Vosges).
- 13 avril à Uckange : Pierre Humbert, architecte français, mort le 18 octobre 1919 à Paris. Surnommé « l'architecte des princes »[10], ses réalisations en ont fait un des architectes majeurs de la Belle Époque.
- 14 avril à Bitche : Brice Adrien Bizot, mort le 18 avril 1929 à Paris 8e, général de division de la Première Guerre mondiale.
- 27 juillet à Attigny  : Victor Noir, nom de plume d’Yvan Salmon, mort à Paris[Notes 1] le 10 janvier 1870, journaliste français tué à l'âge de 21 ans d'un coup de feu par le prince Pierre-Napoléon Bonaparte, cousin germain de l'empereur des Français, Napoléon III.
- 24 août à Dinozé (Vosges) : Camille Krantz (Charles Camille Julien Krantz), mort le 30 avril 1924 à Paris, est un homme politique français.
- 30 août à Fontoy : Jean-Pierre Mérot (Peter Merot en allemand), mort le 3 janvier 1919 à Paris[11], brasseur et homme politique français. Originaire de Moselle, il fut membre de l'assemblée d'Alsace Lorraine sous le régime allemand, député protestataire d'Alsace-Lorraine au Reichstag et maire de Fontoy.
- 14 septembre à Nancy : Alfred Gabriel, homme politique français mort le 10 juin 1915 à Paris.
- 1er octobre à Rouvres-en-Woëvre : Adolphe Lalyre ou La Lyre, pseudonyme d’Adolphe Lalire, peintre français .
- 1er novembre à Damvillers : Jules Bastien, dit Jules Bastien-Lepage, mort le 10 décembre 1884 à Paris, peintre et graveur naturaliste français.
- 21 décembre à Fresnes-en-Woëvre : Bianca Donadio, nom de scène de Fanny Dieudonné, dite aussi Blanche Dieudonné, soprane française, morte le 17 novembre 1911 à La Poôté, aujourd'hui Saint-Pierre-des-Nids. Elle a une carrière florissante dans les années 1870 et années 1880.

## Décès
- 23 janvier :
  - à Neuviller-sur-Moselle : Nicolas Joseph Dieudonné, homme politique français né le 14 février 1774 à Neuviller-sur-Moselle .
  - à Paris : François Costé, né à Neufchâteau le 24 avril 1789, magistrat et homme politique français, député des Vosges sous la monarchie de Juillet.
- 18 mars à Metz : Joseph de Turmel [12], né à Metz le 17 août 1770, homme politique français, maire de Metz.
- 24 avril à Metz : Charles Claude Jacquinot, né à Melun le 3 août 1772, militaire français ayant commencé sa carrière en 1791 en tant que volontaire dans les armées de la Révolution. Lieutenant et aide de camp auprès du général Beurnonville en 1795, il commande par intérim le 1er régiment des chasseurs à cheval avec lequel il combat à Hohenlinden.
- 28 avril : Philippe, baron Christophe de Lamotte-Guéry (° 11 février 1769 - Nancy), militaire français des XVIIIe et XIXe siècles.